# Bahnhof Nordstemmen
Der Bahnhof Nordstemmen ist ein Keilbahnhof und liegt in Nordstemmen im Landkreis Hildesheim von Niedersachsen an den Bahnstrecken Hannover–Kassel und Lehrte–Nordstemmen.
Das nach Plänen von Conrad Wilhelm Hase 1853–1854 erbaute Empfangsgebäude wird seit dem Jahr 1977 nicht mehr bahnbetrieblich genutzt und wurde seitdem nicht mehr instand gehalten. 

## Lage
Die Bahnstrecke Hannover–Kassel gehört im Bereich von Nordstemmen zu den am stärksten befahrenen Bahnstrecken in Niedersachsen. In Nordstemmen beginnt außerdem Bahnstrecke Lehrte–Nordstemmen. Seit dem 1. Mai 1853 war die Hannöversche Südbahn von Hannover über Nordstemmen bis Alfeld befahrbar, die Strecke von Nordstemmen nach Hildesheim wurde am 15. September 1853 durch die Hannoversche Staatsbahn eröffnet. Nach der Eröffnung der Weserbahn von Elze bis Löhne durch die Hannover-Altenbekener Eisenbahn (HAE) am 19. Mai 1875 für den Güterverkehr und am 30. Juni 1875 für den Personenverkehr gab es durchgehende Züge Hildesheim–Hameln–Löhne. Dafür hatte die HAE zwischen Elze und Hildesheim ein zweites Gleis verlegt. Diese Strecke ging am 1. Januar 1880 in den Besitz des preußischen Staates über, dem die hannoverschen Staatsbahnstrecken schon seit 1866 gehörten. Vom Bahnhof Nordstemmen führte eine Bahnstrecke an Rössing vorbei und durch den Ort Lauenstadt hindurch zur Calenberger Mühle bei Schulenburg. Auch die 1865 gegründete Zuckerfabrik Nordstemmen war mit eigenen Gleisen an den Bahnhof Nordstemmen angeschlossen.
Im Jahr 1896 entstand der Plan, eine 22,3 km lange Kleinbahn in Meterspur von Nordstemmen aus über Barnten, Schulenburg, Adensen, Hallerburg, Alferde, Eldagsen und Alvesrode nach Springe zu erstellen, die sowohl dem Personenverkehr wie auch dem Güterverkehr dienen sollte. Die Kleinbahn sollte jährlich 100.000 Reisende und 30.000 Tonnen Güter (unter anderem Zuckerrüben für die Zuckerfabrik Nordstemmen) befördern. Der Bau der Kleinbahn scheiterte am Einspruch der Stadt Eldagsen und ihrer Landwirte, die keine Eisenbahn in ihrem Stadtgebiet haben wollten.
Nach der Eröffnung der auf einer anderen Bahntrasse verlaufenden Schnellfahrstrecke Hannover–Würzburg im Jahr 1991 hatte sich der durchgehende Personenverkehr im Bahnhof Nordstemmen stark verringert. Heute verkehren auf der Strecke Hannover–Göttingen stündlich Züge der metronom (ME), daneben gibt es neben bis zu 240 Güterzügen auch noch einige Intercity-Züge der DB AG, die den Bahnhof Nordstemmen durchfahren. Auf der Linie RB 79 Hildesheim–Hameln–Bünde verkehren stündlich Züge von Regionalverkehre Start Deutschland.

## Bahnverkehr
| Linie                    | Linienverlauf | Takt         | EVU               |
| ------------------------ | --- | ------------ | ----------------- |
| RE 2                     | (Uelzen – Celle –) Hannover – Nordstemmen – Kreiensen – Northeim – Göttingen | (120) 60 min | metronom          |
| RB 77                    | Weser-Bahn: Herford – Löhne (Westf) – Bad Oeynhausen Süd – Vlotho – Rinteln – Hessisch Oldendorf – Hameln – Coppenbrügge – Marienau (Coppenbrügge) – Osterwald – Elze (Han) – Nordstemmen – Emmerke – Hildesheim Hbf In Hildesheim Durchbindung einiger Züge als RB 79 bis Bodenburg Stand: 3. Februar 2025 | 60 min       | Start Deutschland |
| Stand: 12. Dezember 2021 | |              |                   |

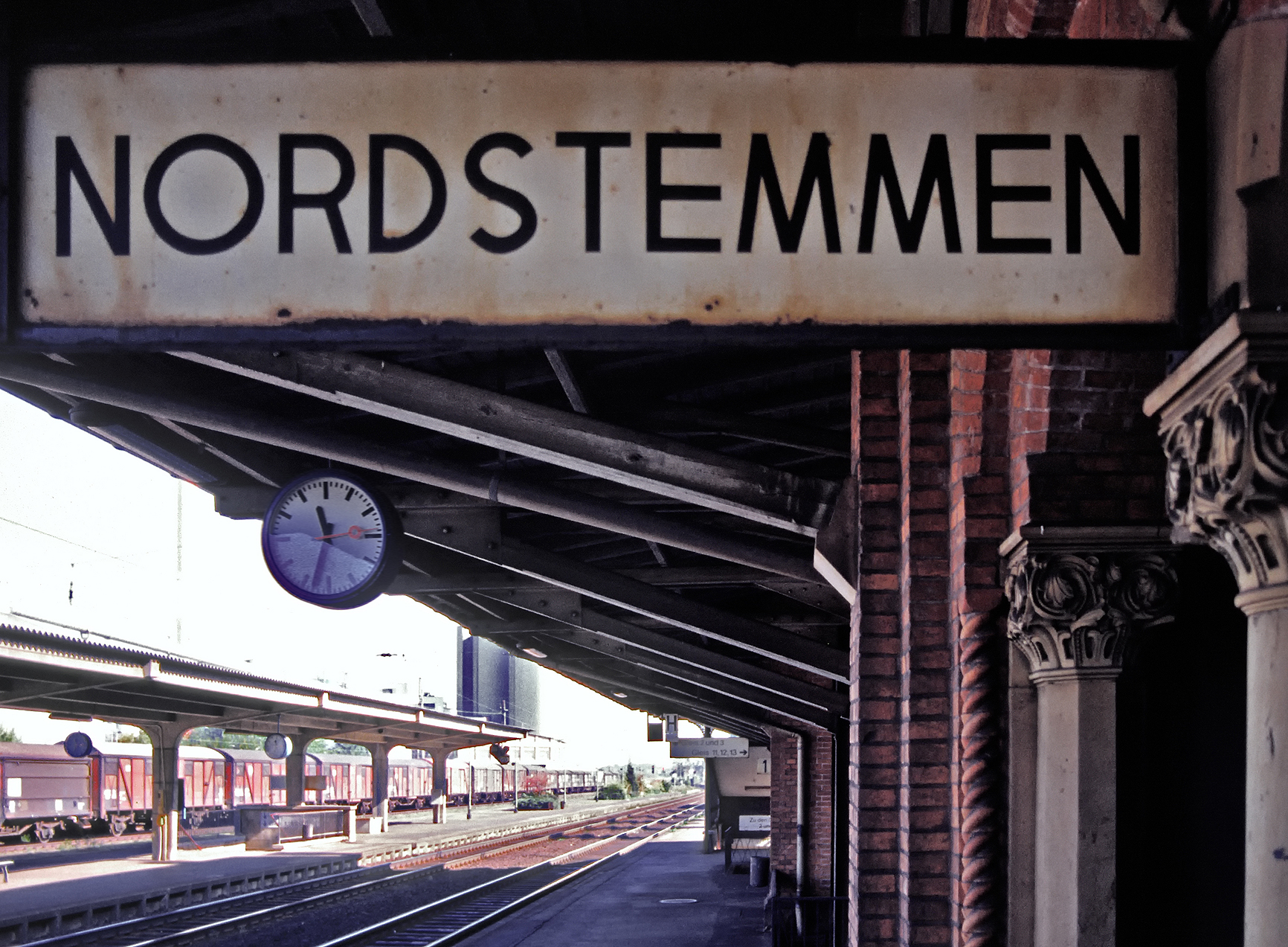
Gleis 1 im September 1993

Es bestehen umsteigefreie Verbindungen nach Hannover, Göttingen, Hildesheim und in Richtung Bünde (Westf) – Löhne (Westf) – Hameln. Im Jahr 2006 spricht die Deutsche Bahn AG von etwa 2500 Reisenden im Nah- und Fernverkehr, die den Bahnhof Nordstemmen täglich nutzen.

## Geschichte
Der Bahnhof wurde nördlich des damaligen Bauerndorfes Nordstemmen an der Straße nach Rössing errichtet. Die Gleise Richtung Elze führten westlich am Dorf vorbei. Südlich des Bahnhofsgeländes gab es 1853 vier schrankenlose Bahnübergänge, die den Zugang zum westlich gelegenen Auewald Nordstemmer Holz und von dort aus über eine heute nicht mehr bestehende Leinebrücke nach Schulenburg ermöglichten. Die jetzige Kreisstraße K 505 nach Adensen wurde erst 1935 erbaut.

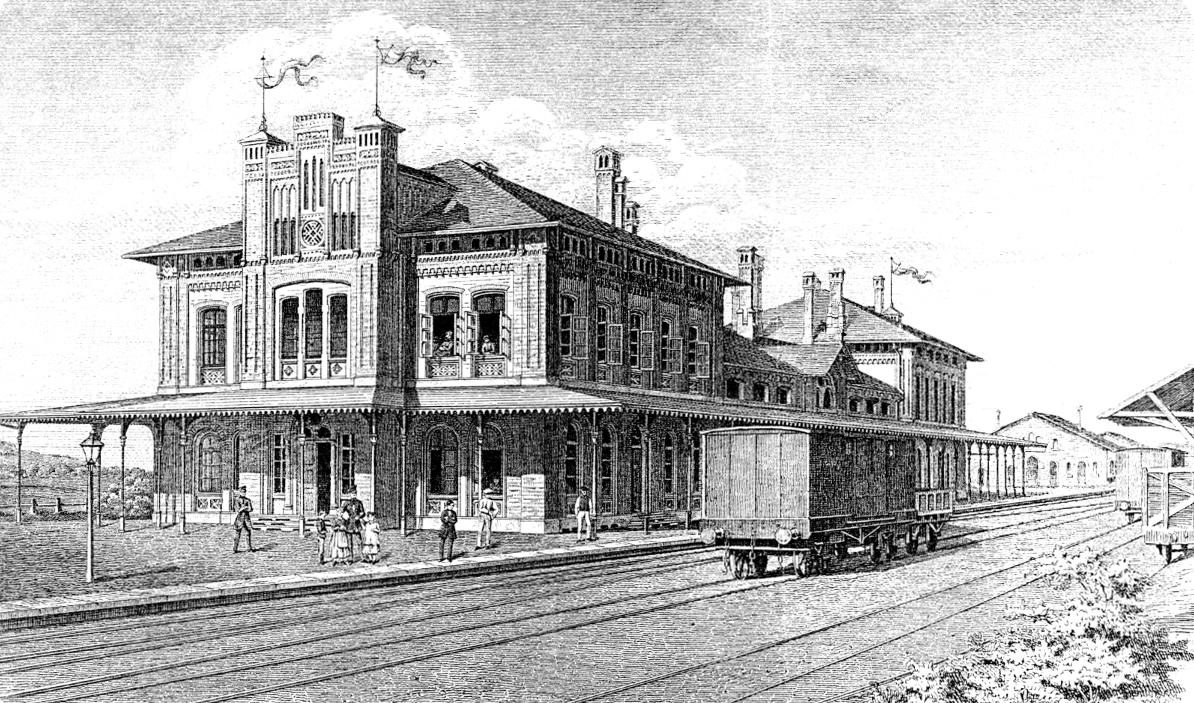
Ansicht des Bahnhofs Nordstemmen im Jahr 1861. Zeichnung von Julius Rasch

Der Bahnhof war anfangs wenige Monate lang nur Zwischenbahnhof für den am 1. Mai 1853 eröffneten, ersten Abschnitt der Hannöverschen Südbahn von Hannover bis Alfeld. Erst durch den Bau der am 15. September 1853 eröffneten Strecke von Nordstemmen nach Hildesheim (Bahnstrecke Lehrte–Nordstemmen) wurde Nordstemmen zum von Anfang an geplanten Trennungsbahnhof, hier in der besonderen Form eines Inselbahnhofs mit einem Empfangsgebäude ohne direkten Zuganges zur Straße. Der Bahnhof Nordstemmen galt für die Hannoverschen Eisenbahnen als typisches Beispiel eines Inselbahnhofs und wurde als solcher von Adolf Funk 1861 in einer Architektenzeitschrift veröffentlicht. Der Entwurf der Bahnhofsanlage und des – nach der Streckeneröffnungen – erst 1854 fertiggestellten, repräsentativen Empfangsgebäudes stammte von dem hannoverschen Architekten Conrad Wilhelm Hase; mit der Projektleitung vor Ort waren beauftragt zunächst ein Bau-Inspector Bahr, dann der damals noch junge Eisenbahnbau-Conducteur Julius Rasch.
Die Bahn transportierte anfangs neben Fahrgästen auch aufgegebenes Reisegepäck, Fracht, Briefpost, Paketpost und Telegramme. Der Vorteil eines Inselbahnhofes wurde darin gesehen, dass alle Züge neben dem Empfangsgebäude an einem einzigen Mittelbahnsteig halten konnten und dass das Umladen des Gepäcks zwischen dem Empfangsgebäude und den Zügen ohne die Überquerung von Gleisen vor sich gehen konnte.

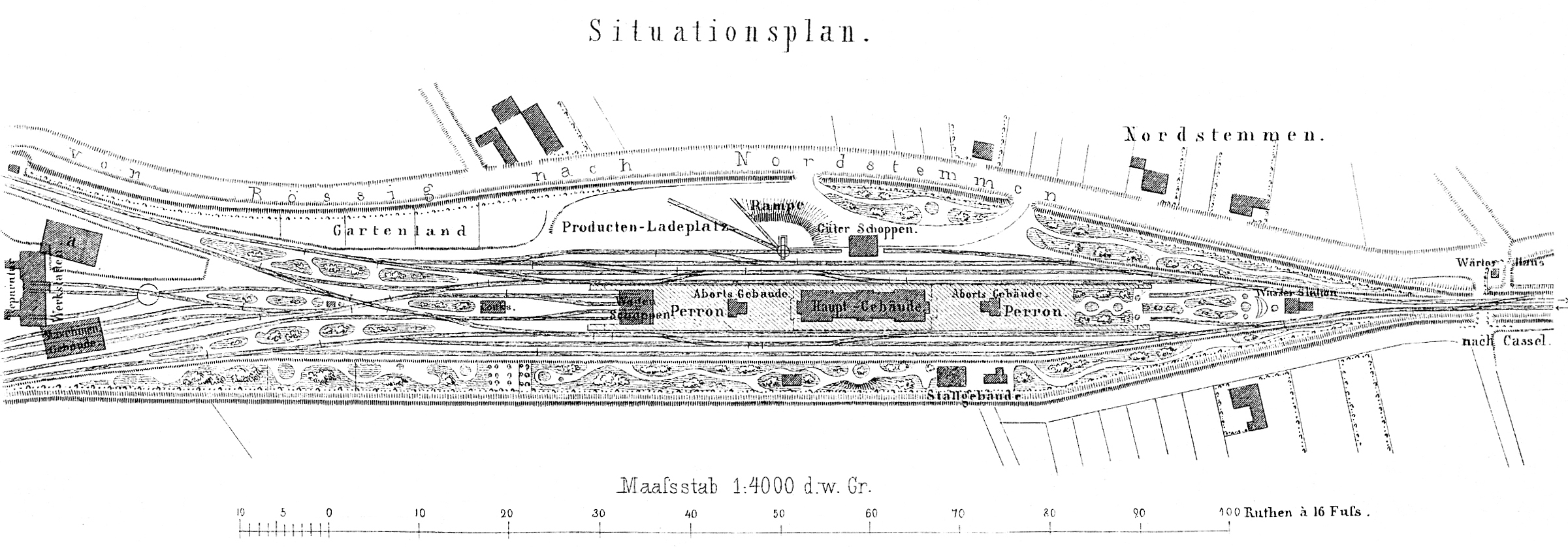
Lageplan vom Bahnhof Nordstemmen aus dem Jahr 1861. Im Königreich Hannover gab es bei der Bahn Linksverkehr

Der Bahnhof bestand 1853 aus verschiedenen Gebäuden, die von Gleisen umgeben waren. Der Zugang zum Bahnhof führte über die Gleise und war durch einen Zugbaum abgesperrt; daneben stand ein Bahnwärterhäuschen. Die Fahrgäste konnten vom Bahnhof aus mit einer Kutsche zu ihrem Reiseziel weiterfahren.
Der Bahnhof wurde mit zahlreichen Gebäuden ausgebaut. Er war ein wichtiger Arbeitgeber für Nordstemmen. Im Jahr 1878 arbeiteten auf diesem Bahnhof ein Vorsteher, ein Geldeinnehmer, ein Auszubildender (Diätar genannt), drei Telegrafisten, ein Magazinaufseher, zwei Wagenmeister, zwei Lademeister, ein Portier, sieben Rangiermeister und ein Gehilfe.
Nordstemmen besaß fünf Schafställe und war das Ziel von Schafzüchtern und Schafhändlern, die mit der Bahn sogar aus Holland anreisten, um hier zu übernachten und Schafe zu kaufen oder zu verkaufen. An der Laderampe des Bahnhofs standen gemauerte Viehboxen. Wenn ihre Türen hochgezogen wurden, liefen die Schafe von dort über Stege direkt in die Waggons.

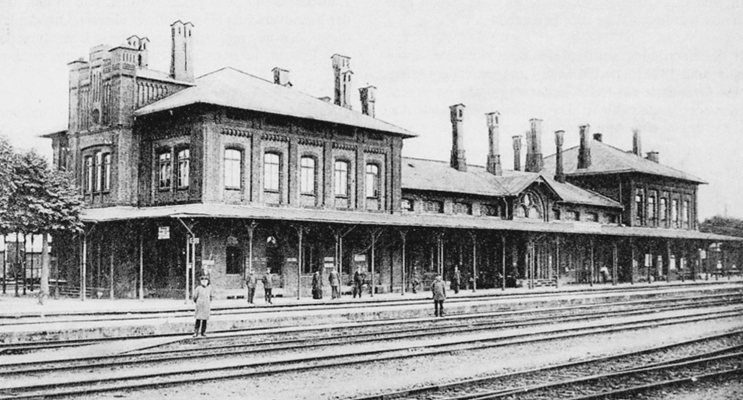
Historische Aufnahme des Empfangsgebäudes um 1861

Im Jahre 1870 wurden die Gleise im Norden durch den Bahnübergang zur Zuckerfabrik und im Süden durch den Bahnübergang zur Marienbergstraße überquert. 1871 entstand an der Ostseite der Gleisanlagen ein Eiskeller für die Bahnhofsgastronomie.
Zahlreiche Eisenbahner nahmen ihren Wohnsitz in Nordstemmen, und das Bauerndorf wurde zum Bahnhof hin erweitert.

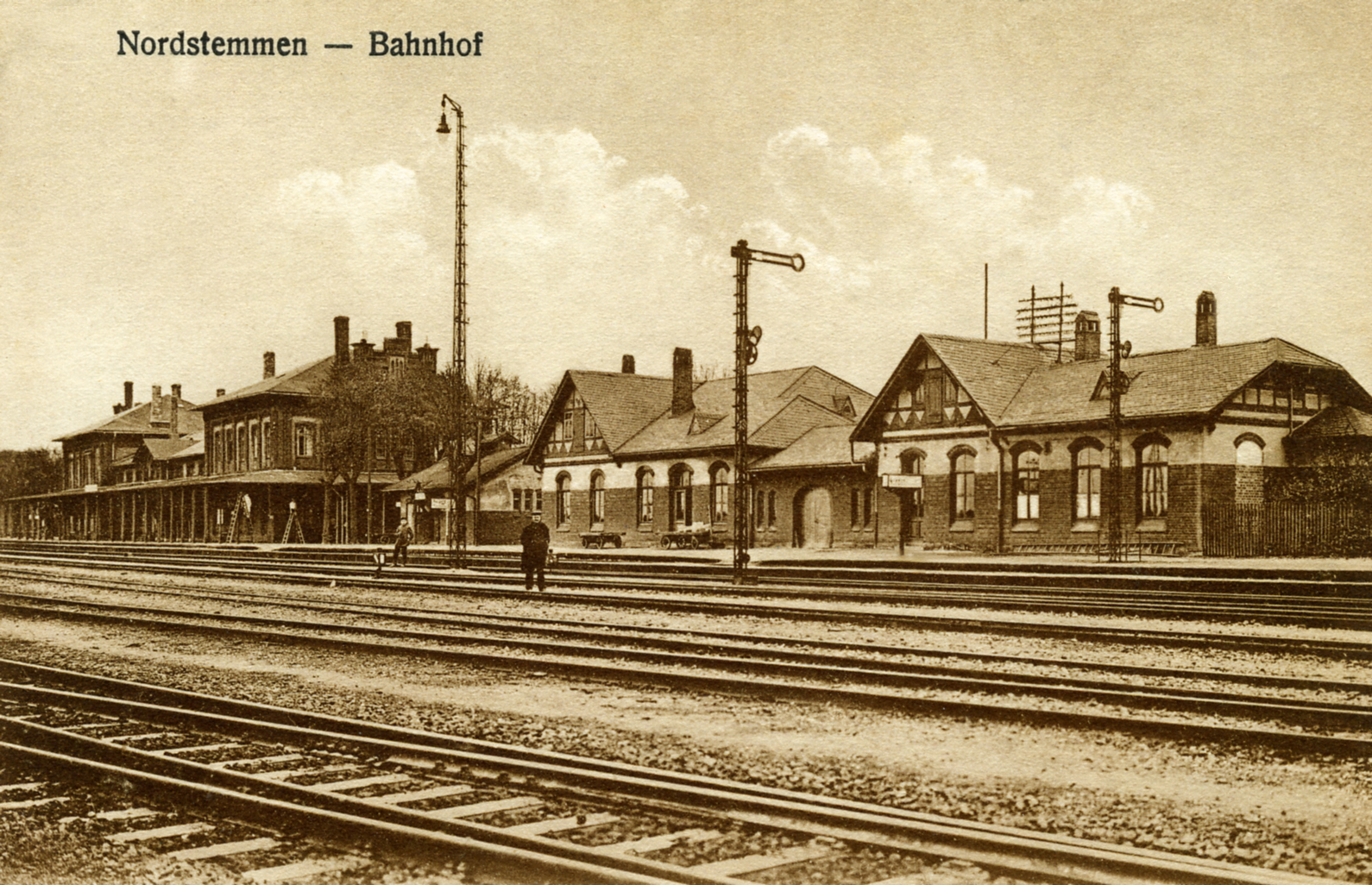
Blick nach 1908 vom Westen auf den Bahnhof Nordstemmen: Die Postkarte zeigt von links nach rechts das Empfangsgebäude, das Toilettengebäude und die südliche Remise

Im Norden des Empfangsgebäudes steht im Keil zwischen den Gleisanlagen die ehemalige Remise für die Eisenbahnsalonwagen König Georgs V. von Hannover. Die Salonwagen fuhren vom Norden her nebeneinander durch verschiedene Tore in die Remise hinein; auf der Südseite waren die Räume für die Wachmannschaften. Diese Wagenremise ist erhalten. Sie wird für eine Dienststelle der Deutschen Bahn AG genutzt und besitzt auf der Nordseite des Gebäudes einen Parkplatz mit einer Zufahrt zu der L 410.
Zwischen 1905 und 1908 wurde im Süden des Bahnhofsgeländes anstelle eines dort befindlichen Lastwagenschuppens eine langgestreckte Remise errichtet, die im Nordteil für die Eilgutabfertigung und im Südteil für die Postabfertigung verwendet wurde. Diese Remise ist erhalten und steht unter Denkmalschutz. Ende des 20. Jahrhunderts diente der nördliche Bereich des Gebäudes zunächst dem Verkauf von Fahrkarten und danach als Wartesaal, bis die Remise ganz geschlossen wurde. Seit 2007 liegt die Remise in dem für das Publikum nicht mehr zugänglichen Bahngelände. In den Jahren 2012 und 2013 wurde die Remise im Rahmen der Qualifizierungsmaßnahme QuAsS (Qualifizierung und Arbeit statt Sozialleistungen) renoviert und zu einer Werkstatt für die Renovierung des Empfangsgebäudes umgebaut.

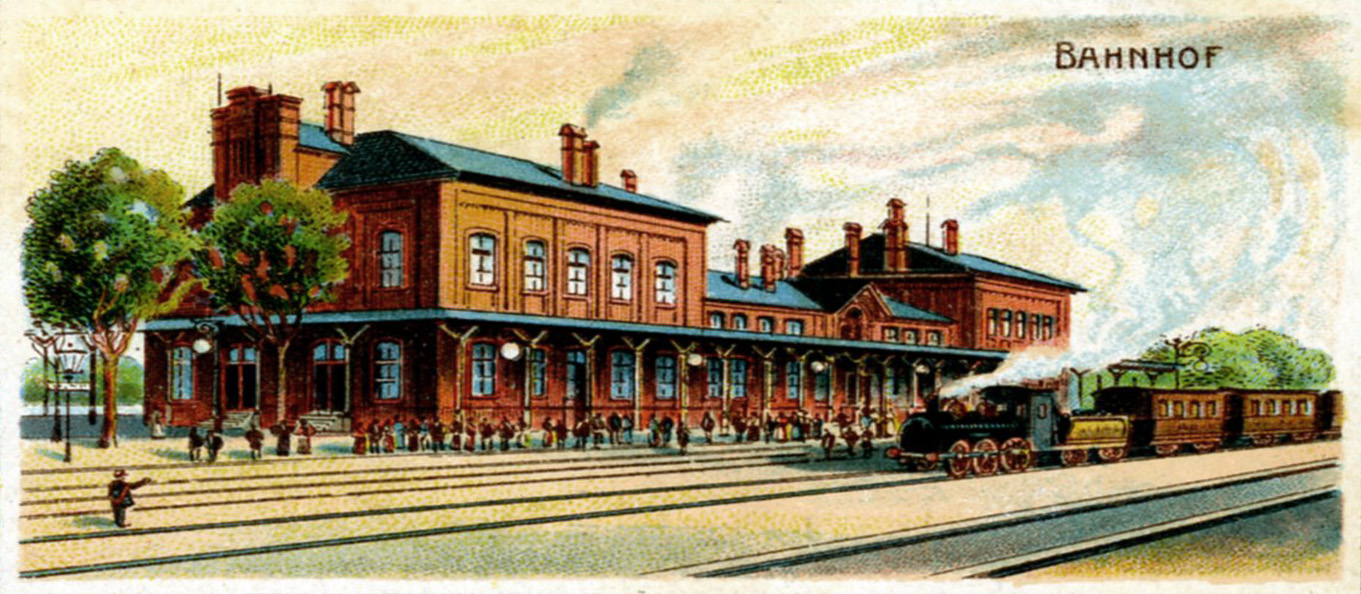
Blick um 1897 auf das Empfangsgebäude vom Bahnhof Nordstemmen

Diese Remise und das Empfangsgebäude waren bis 1914 von der Hauptstraße aus durch einen mit einer Schranke gesicherten Bahnübergang erreichbar, der südlich der Remise lag. Seit 1914 gab es daneben einen Tunnel, der den sicheren Zugang zur Remise, zum Abortgebäude und zum Empfangsgebäude ermöglichte.
Bis etwa 1970 lag das Geschäftszentrum von Nordstemmen in der Hauptstraße (Landesstraße L 410), danach verlagerte es sich durch Neubaugebiete in die Ortsmitte und in den Südosten von Nordstemmen.
Zwischen 1961 und 1963 wurden die Oberleitungsmasten für die Elektrifizierung der Nord-Süd-Strecke in Nordstemmen aufgestellt. Der elektrische Zugbetrieb wurde am 26. Mai 1963 vom Hauptbahnhof Hannover bis Eichenberg und am 29. Mai 1965 von Nordstemmen über Hildesheim bis Lehrte aufgenommen.

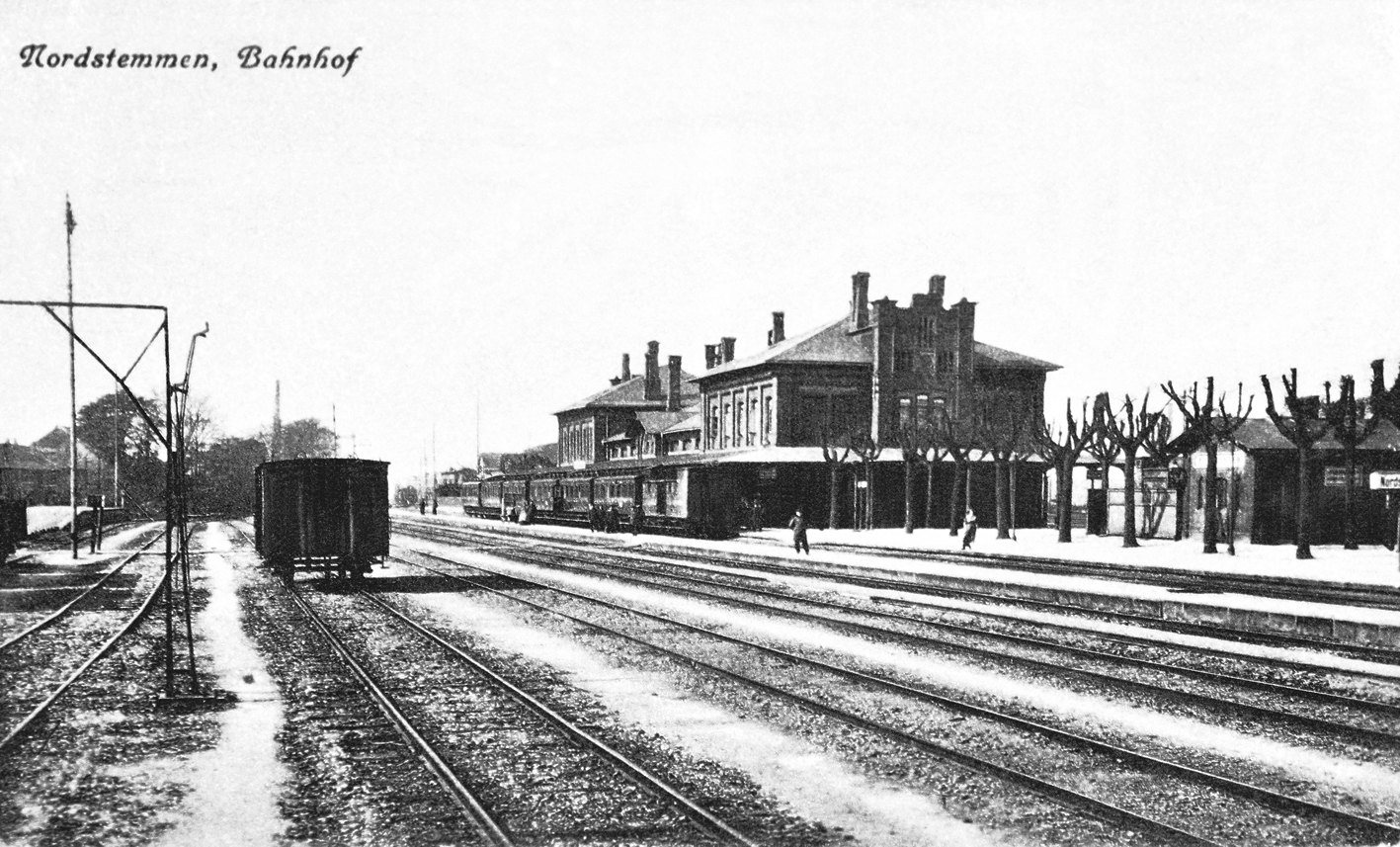
Blick um 1915 vom Osten auf den Bahnhof Nordstemmen

Im Jahr 1980 durchfuhren täglich bis zu 420 Züge den Bahnhof. Dadurch entstanden lange Wartezeiten an den Bahnschranken. Um diese Bahnschranken überflüssig zu machen, wurde in den Jahren 1981 bis 1982 eine Bahnüberführung für die Kreisstraße K 505 nach Adensen und ein Fußgängertunnel für den südlichen Zugang zum Bahnhofsgelände fertiggestellt.
Das Bahnhofsgelände wurde im Jahr 2006 für 3,8 Millionen Euro umgebaut. An den Gleisen 1, 2 und 3 sind die neuen Bahnsteige 76 Zentimeter hoch und 190 Meter lang, der Bahnsteig am Gleis 11 ist auf einer Länge von 90 Metern 55 Zentimeter hoch. Damit entsprechen die Bahnsteige den auf den jeweiligen Strecken eingesetzten Fahrzeugen und gestatten ein bequemes und behindertengerechtes Ein- und Aussteigen in die modernen Nahverkehrsfahrzeuge. Die Bahnsteige erhielten einen neuen Bodenbelag mit taktilen Blindenleitstreifen, transparente Wetterschutzhäuser und eine moderne Ausstattung mit Bänken, Vitrinen und Abfallbehältern. Neue Lautsprecheranlagen und Beleuchtung, Funkuhren, Zugzielanzeiger und ein neues Wegeleitsystem vervollständigen die Erneuerung. Der Bahnhof erhielt barrierefreie Rampen, und der Tunnel führt bis zur Hauptstraße. Der östliche Bahnsteig mit den Gleisen 12 und 13 wurde aufgelassen, das Gleis 13 und alle weiteren Nebengleise im Osten wurden entfernt. Parallel zu den Bauarbeiten der Deutschen Bahn hat die Gemeinde Nordstemmen für rund 4,3 Millionen Euro auf der Fläche der früheren Güterzuggleise an der Hauptstraße eine Park-and-ride-Anlage, eine Fahrradabstellanlage sowie eine Bushaltestelle hergestellt. Von der Parkplatzanlage gelangt man über einen Fußgängertunnel zu den Bahnsteigen. Der Zuschuss des Landes betrug für diese Maßnahme rund 3 Mio. €. An den Gesamtinvestitionskosten von über acht Millionen Euro hat sich das Land mit ca. 5,5 Millionen Euro beteiligt.
An der Zufahrt zum Bahnhof steht ein Monument aus Eisenbahnschienen und Rädern, das der Nordstemmer Heinz Krummland bereitstellte; die Kosten wurden durch Spenden gedeckt.
Eine Informationstafel am Zugang zum Bahnhof erinnert seit dem Dezember 2014 an die gemeinsame Geschichte des Empfangsgebäudes und des Schlosses Marienburg, die gemeinsam von dem Architekten Conrad Wilhelm Hase entworfen und gebaut wurden und deshalb ein Ensemble bilden. Die Informationstafel wurde von Nordstemmens Ortsheimatpflegerin Adelheid Berker gestaltet; die Kosten wurden durch Spenden gedeckt.
Die Deutsche Bahn AG erneuerte ab Ende Februar 2015 die Oberleitungen im Bahnhof Nordstemmen. Die Rammarbeiten fanden nachts zwischen dem 2. März und dem 23. April 2015 statt. Bis Ende 2015 wurden die Masten aufgestellt und die Oberleitungen installiert.
Das bestehende Relaisstellwerk des Bahnhofs Nordstemmen soll im November 2024 durch ein Elektronisches Stellwerk (ESTW) ersetzt werden.

## Empfangsgebäude von Conrad Wilhelm Hase von 1854

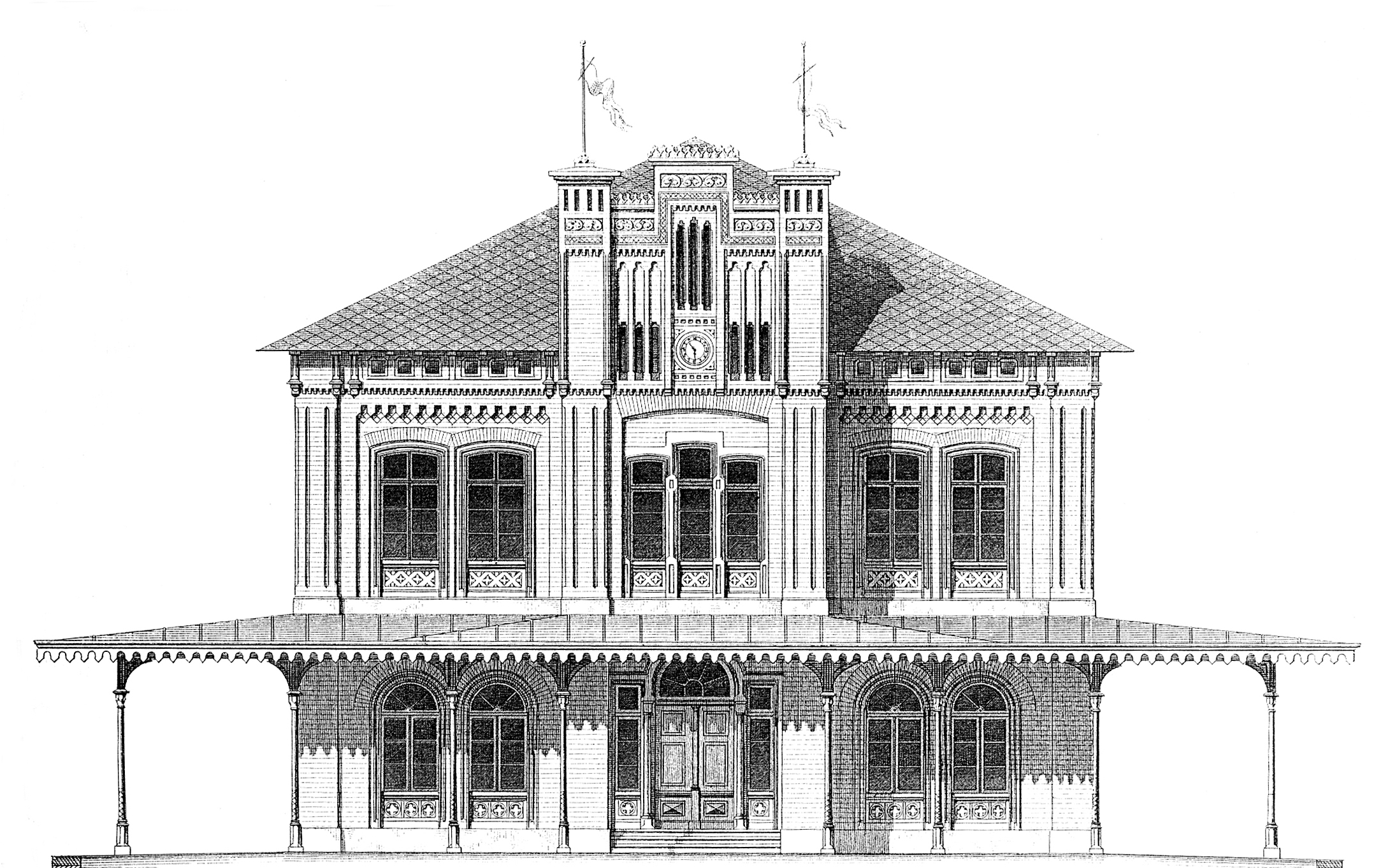
Der für den König bestimmte südliche Eckpavillon des Empfangsgebäudes als Werkzeichnung von Conrad Wilhelm Hase

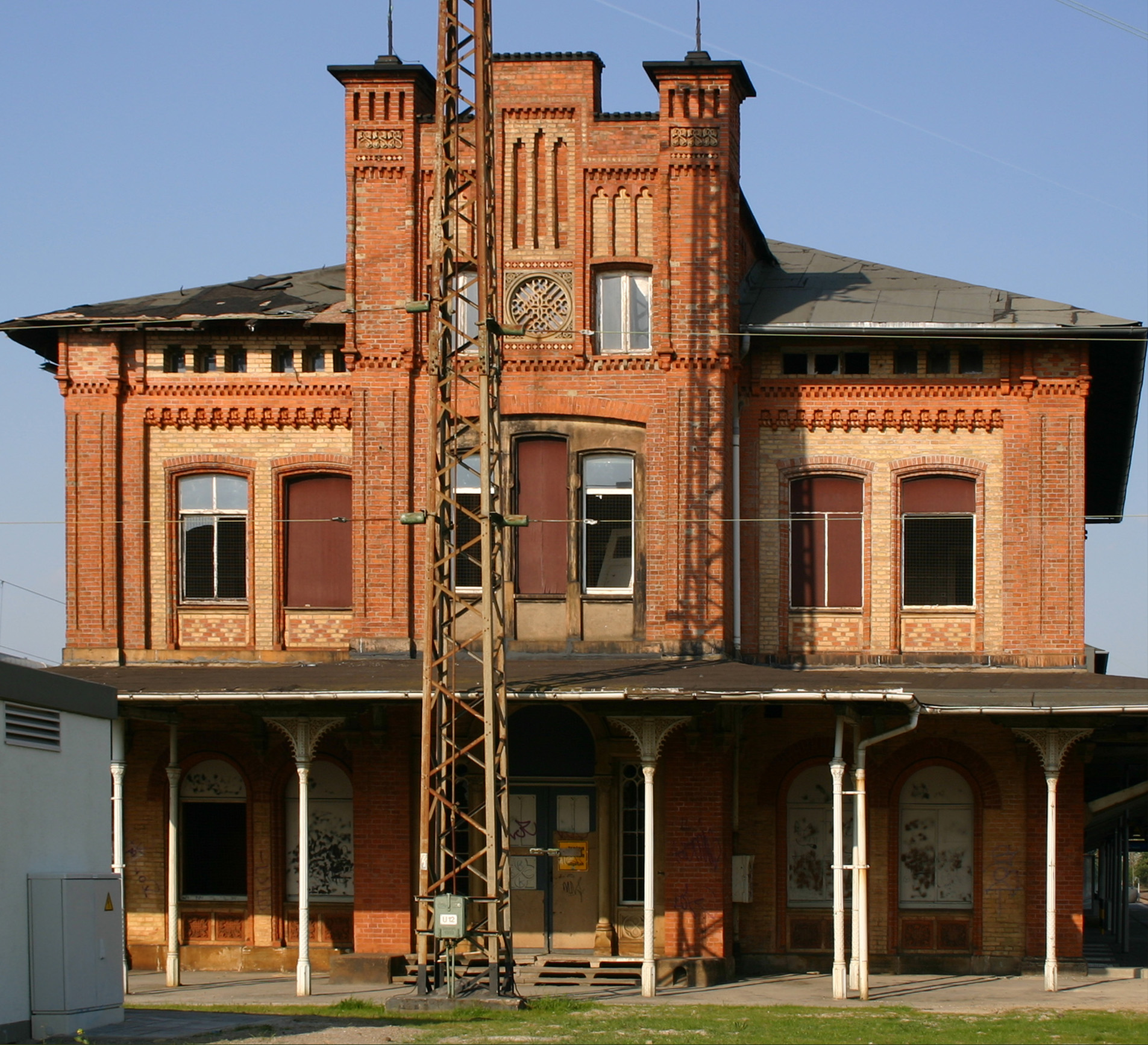
Heutige Ansicht

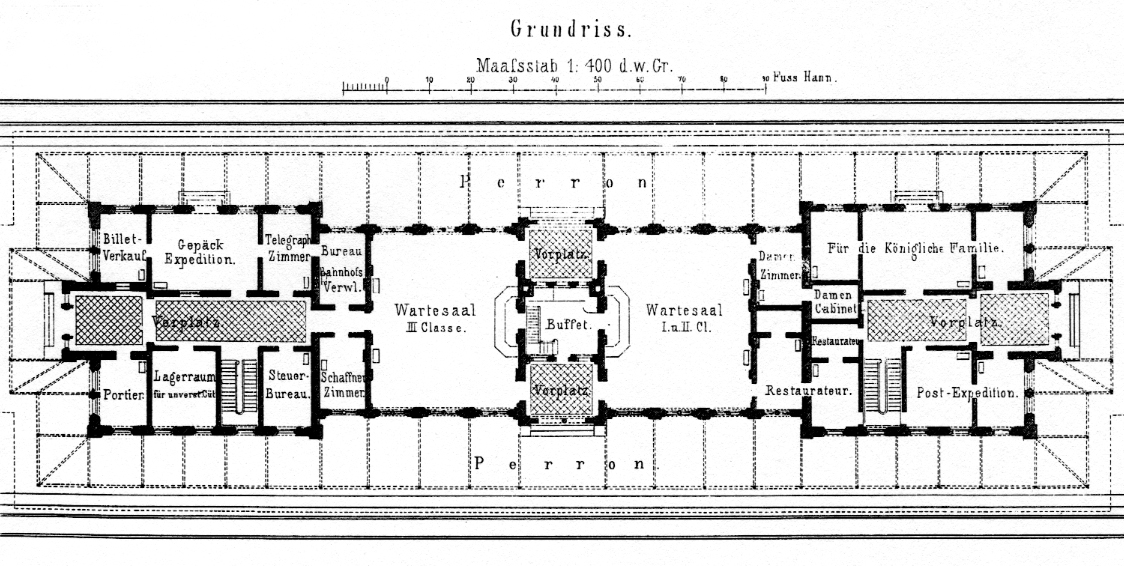
Grundriss des Empfangsgebäudes mit Eintragung der Nutzung des Empfangsgebäudes im Jahr 1861, veröffentlicht von Adolf Funk im Jahr 1861

Das Empfangsgebäude in Nordstemmen wurde 1853 bis 1854 zunächst von dem Bauinspector Bahr und anschließend von dem Architekten Julius Rasch nach einem Entwurf des Architekten Conrad Wilhelm Hase gebaut. Julius Rasch war seinerzeit Bauconducteur der Hannoverschen Eisenbahndirektion. Günther Kokkelink schreibt über ihn: „Julius Rasch kommt besondere Bedeutung zu als einem Architekten der Hannoverschen Schule, der den Übergang vom Rundbogenstil zur Neugotik nicht abrupt, sondern prozesshaft vollzog. Er entwickelte eine spezielle Art von Übergangsstil, der Eigenarten beider stilistischen Ausprägungen verschmolz.“ (Günther Kokkelink, Monika Lemke-Kokkelink: )
Conrad Wilhelm Hase plante das Empfangsgebäude in Anlehnung an die mittelalterliche Backsteinromanik und Backsteingotik im Stil des romantischen Historismus. Dabei verwendete er sichtbare in Mehrfarbigkeit gesetzte Backsteine mit den Grundfarben rot und gelb. Der Grundriss des Gebäudes ist in der Längsachse und in der Querachse symmetrisch angelegt.
Ein breiter eingeschossiger Mittelbau mit Satteldach auf rechteckigem Grundriss wird im Norden und Süden von größeren mehrgeschossigen Eckpavillons mit Zeltdach auf quadratischem Grundriss begrenzt. Die beiden Eckpavillons haben als Schaufassade an ihrer Frontseite hervorstehende 12 Meter hohe Blendgiebel, die von Eckpfeilern umgeben sind und turmartig über die Giebel hinausragen. Insgesamt besitzt das Bahnhofsgebäude eine Länge von 63,38 m, eine Breite von 15,80 m, eine Grundfläche von 1.080 m² und ein Bauvolumen von 12.000 m³.
Conrad Wilhelm Hase verwandte bei den Fenstern im Erdgeschoss den Rundbogenstil der Neuromanik sowie romanische Ziersäulen und in den oberen Geschossen Segmentbögen, die den Übergang zur Neugotik darstellen. Auf die Dächer stellte er hohe reich verzierte Schornsteine, die den Seitenanblick des Gebäudes beherrschten. Als Zierelemente für die Fassaden wählte er zopfartige Formziegel, die sich um die Fenster schlängeln, Pflanzenflechtwerk auf quadratischen Ziegelplatten unter den Fenstern und Sandsteineinfassungen bei den Fenstern des Mittelbaus. Er umgab das Empfangsgebäude ringsum mit einem Vordach, das von gusseisernen Stützen getragen wurde. Da diese freistehenden Dachständer den Verkehr der Transportkarren behinderten, wurden sie nach 1945 an den Längsseiten des Empfangsgebäudes entfernt; an den Stirnseiten sind sie noch erhalten.
Im Handbuch für specielle Eisenbahn-Technik vom Jahr 1877 wird das Empfangsgebäude so beschrieben:

„Das Empfangsgebäude auf dem Bahnhofe von Nordstemmen der Hannoverschen Eisenbahn, dessen Grundriss in Fig. 3, Tafel XLVI dargestellt ist, liegt in der Mitte eines Inselperrons und ist an allen Seiten umgeben von einem den Perron überdachenden Pultdache auf Säulen. Offene Vorhallen an den Langseiten vermitteln zur Vermeidung von Zugluft in den Wartesälen den Zugang zu denselben. Die Säle ragen in der Höhe über die Perronbedachung hinaus und haben oberhalb derselben Seitenlicht. Die Eckpavillons sind zweigeschossig und enthalten im Erdgeschoss die Diensträume für die Eisenbahn und Post, Billet- und Gepäckexpedition für den nicht unbedeutenden Localverkehr und Räume für hohe Herrschaften, im 1. Geschoss Dienstwohnungen. Das Gebäude enthält 975m² überbaute Grundfläche und kostete 44,300 Thlr., mithin der Quadratmeter etwa 45½ Thlr. = 136,5 Mk.“

Als vom 12. bis 23. September 1858 in der Umgebung des Bahnhofs die Militärmanöver des X. Bundes-Armeekorps stattfanden, stand vor dem Bahnhof die Feldpost-Expedition, und es warteten dort sechs Postkutschen mit zwölf Pferden auf ihre Fahrgäste. In dieser Zeit lebte der König Georg V. von Hannover mit der Königlichen Familie in den nötigen Räumlichkeiten des Empfangsgebäudes. Die Neue Hannoversche Zeitung Nr. 417 vom Dienstag, den 7. September 1858, schreibt: „Für Seine Majestät den König und die Allerhöchste Königliche Familie, welche während der Concentrirung in Hannover residieren werden, sollen im Bahnhofs-Gebäude zu Nordstemmen die nöthigen Räumlichkeiten zu einem vorübergehenden Aufenthalt bereitgehalten werden.“ Dies war der Anlass für den Umbau des Empfangsgebäudes für die Nutzung durch Georg V. von Hannover. Conrad Wilhelm Hase baute um 1857 bis 1858 in dem südlichen Eckpavillon die drei östlichen Räume mit eigenem Zugang, die bis dahin von der Bahnpost genutzt worden waren, als Empfangsräume für die königliche Familie um und fügte in dem Wartesaal I. und II. Klasse ein Buffet für den Hofstaat ein. Dadurch wurde der Bahnhof zu einem königlichen Empfangsbahnhof. Er bildet mit dem Schloss Marienburg ein Bauensemble. Ein Beweis dafür, dass diese Empfangsräume für die königliche Familie bestanden haben, ist die Grundrisszeichnung des Empfangsgebäudes, die der Bauconducteur der Hannoverschen Eisenbahndirektion Adolf Funk später im Jahr 1861 veröffentlichte, als diese Räume bereits fertiggestellt waren. Auf dieser Grundrisszeichnung sind die Räume für den König und die Königin eingetragen (siehe Abbildung). Allerdings wurde die Grundrisszeichnung des Empfangsgebäudes vom Jahr 1877 mit seitenverkehrter Beschriftung erneut veröffentlicht. Dadurch entsteht die für eine Restaurierung wichtige Frage, in welchem Eckpavillon des symmetrischen Gebäudes die Empfangsräume für die königliche Familie eingerichtet waren.

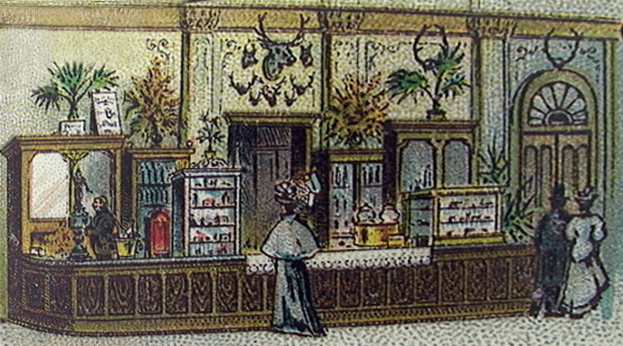
Der neugotische Bahnhofs-Wartesaal III. Klasse im Empfangsgebäude um 1900 in der Ausgestaltung von Conrad Wilhelm Hase

Das Erdgeschoss des südlichen Eckpavillons war für den Aufenthalt der königlichen Familie bestimmt. Die Bahnhofsgebäude in Hannover und in Salzderhelden enthielten ebenfalls Räume für die königliche Familie, die in späterer Zeit dem Kaiser zur Verfügung standen, wenn er mit der Bahn anreiste. In der Mitte des Empfangsgebäudes von Nordstemmen erstreckte sich eine lange Eingangshalle. Links, auf der Westseite, befanden sich zwei Räumen für das Postamt, die Treppe zum 1. Stock und der Zugang zum eigenen Restaurant. Rechts, auf der Ostseite, waren drei Räume für den König und seine Empfänge bestimmt. Dahinter lagen zwei Zimmer für die Königin und ihre Töchter. Von dem hinteren Zimmer der Königin und vom Restaurant kam man in den Wartesaal I. und II. Klasse, der im langgestreckten mittleren Bahnhofsgebäudes lag. Hier hielt sich der Hofstaat des Königs auf.
An der Rückseite dieses Wartesaales I. und II. Klasse war das Buffet mit der Küche, rechts und links davon kam man zu den Bahnsteigen und zu dem Wartesaal III. Klasse, der ein eigenes schlichtes Buffet besaß. Das nördliche Bahnhofsgebäude enthielt im Erdgeschoss und 1. Stock die Publikums- und Diensträume der Bahn; auch im 1. Stockwerk des südlichen Bahnhofgebäudes lagen Diensträume der Bahn. Südlich und nördlich des Bahnhofsgebäudes standen die Abortgebäude. Das neugotische Mobiliar aus den Räumen des Königs wurde später zur Aufbewahrung in die Marienburg gebracht. Es ist nicht bekannt, ob es sich noch dort befindet; viel von dem dort eingelagerten Mobiliar wurde verbrannt, verkauft oder versteigert.
König Georg V. von Hannover verließ mit seinem Hofstaat in Nordstemmen den Zug, wenn er zur Marienburg fahren wollte. Er reiste in einem von Eduard J. H. Witte im Jahr 1853 entworfenen dreiachsigen Eisenbahnsalonwagen an, der außen mit Wappen, Orden, Initialen und Königskronen reich geschmückt war. Die Wagenremise (Wagenschoppen genannt) diente als Abstellhalle für diesen Salonwagen der königlichen Familie. Die Fassade der 1853–1854 gebauten Wagenremise und eines der auf der Nordseite hineinlaufenden Gleise sind selbst nach den vorgenommenen Umbaumaßnahmen zu einem Bürogebäude der Deutschen Bahn AG noch sichtbar.

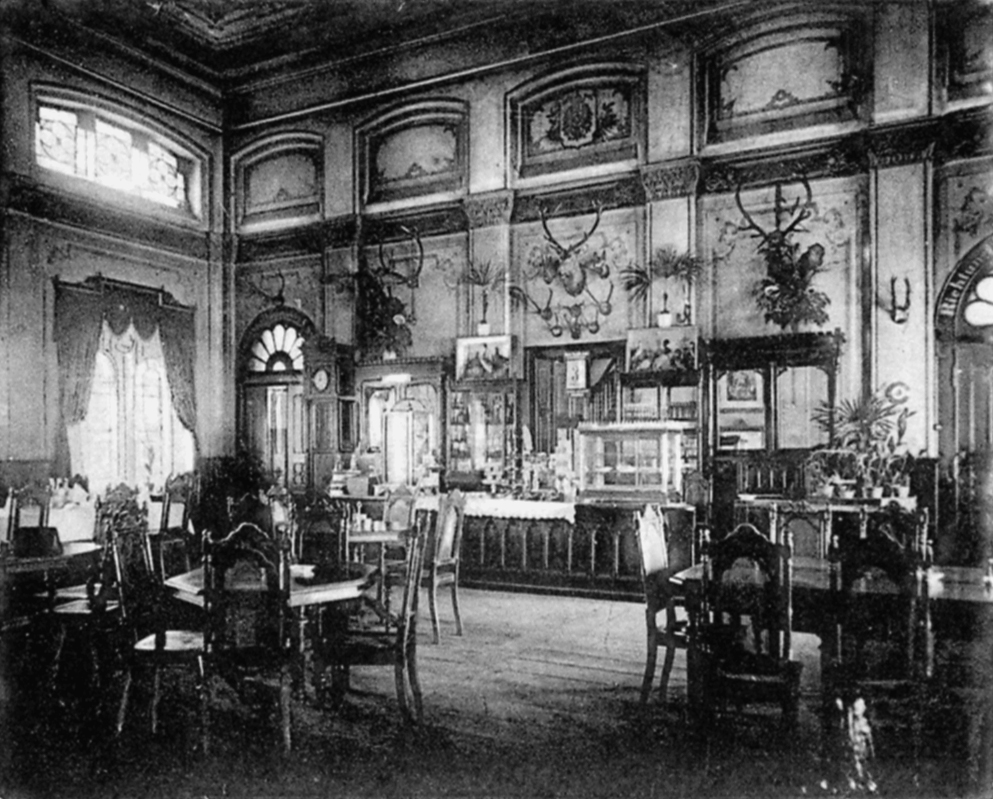
Der neugotische Bahnhofs-Wartesaal I. und II. Klasse im Empfangsgebäude im Jahr 1914 in der Ausgestaltung von Conrad Wilhelm Hase

Das Empfangsgebäude war von Anfang an seitlich von Bahnsteigen und Gleisen umgeben. Spätestens seit dem Jahr 1904 befand sich auf beiden Seiten des Empfangsgebäudes jenseits des benachbarten Gleises ein weiterer Bahnsteig, der nur über das davor liegende Gleis erreicht werden konnte.
Nach dem Jahr 1945 entstand eine Bahnhofsgaststätte in den ehemaligen Räumen des Wartesaales I. und II. Klasse; dazu wurden umfangreiche Umbaumaßnahmen vorgenommen, in deren Verlauf auch zwei neue Seiteneingänge geschaffen wurden, die den Zugang zu Toiletten und zu der Gaststätte ermöglichten. Deshalb ist dieser Wartesaal I. und II. Klasse im Gegensatz zum Wartesaal III. Klasse in seiner Architektur nicht mehr original erhalten. Die Bahnhofsgaststätte wurde von Heinrich Voß und später von August Theodor Osten bewirtschaftet. Zeitzeugen berichten, dass diese Bahnhofsgaststätte durch die haltenden Dampflokomotiven voll Rauch war und dass die Gläser auf den Tischen vibrierten, wenn Güterzüge am Bahnhofsgebäude vorbeifuhren. Diese Gaststätte bestand bis zum Jahr 1975.
Im Jahr 1977 verlegte die Deutsche Bundesbahn ihre Büroräume in den Elzer Bahnhof. Danach wurde das Empfangsgebäude nicht mehr benötigt und im Jahr 1988 für Fahrgäste geschlossen. Das Inventar, die Fenster und die ursprüngliche Verglasung sind nicht mehr vorhanden.
Im Jahr 2000 wurden die markanten Schornsteine, die das Bild des Empfangsgebäudes prägten, wegen Einsturzgefahr abgetragen. Die Fenster und Türen wurden gegen Vandalismus mit Spanplatten verschraubt. Im Juli 2001 entstand ein Brand im mittleren Teil des Empfangsgebäudes. Dabei wurden Teile der Dachkonstruktion zerstört.
In den Jahren 2002 und 2003 ist das Gebäude in statischer Sicht und auf Schäden hin untersucht worden. Dabei zeigte sich, dass sich der Erhaltungszustand des Gebäudes durch die Ausbreitung des Echten Hausschwammes im Dach und den anderen Teilen der Holzkonstruktion sehr verschlechtert hat; fast das gesamte Gebäude ist betroffen. Anschließend wurden die vorher verschlossenen Fenster mit Gittern versehen, die einsturzgefährdeten Decken abgestützt und das Dach neu abgedeckt. Weil sich keine Käufer für das denkmalgeschützte Empfangsgebäude fanden, hat die Deutsche Bahn AG im Sommer 2005 an das Eisenbahnbundesamt Hannover (EBA) den Antrag auf Abriss gestellt. Nach dem Abriss soll nach Aussage der Deutschen Bahn AG dort eine moderne, den heutigen Ansprüchen genügende Bahnstation errichtet werden.

### Nachnutzungspläne ab 2005

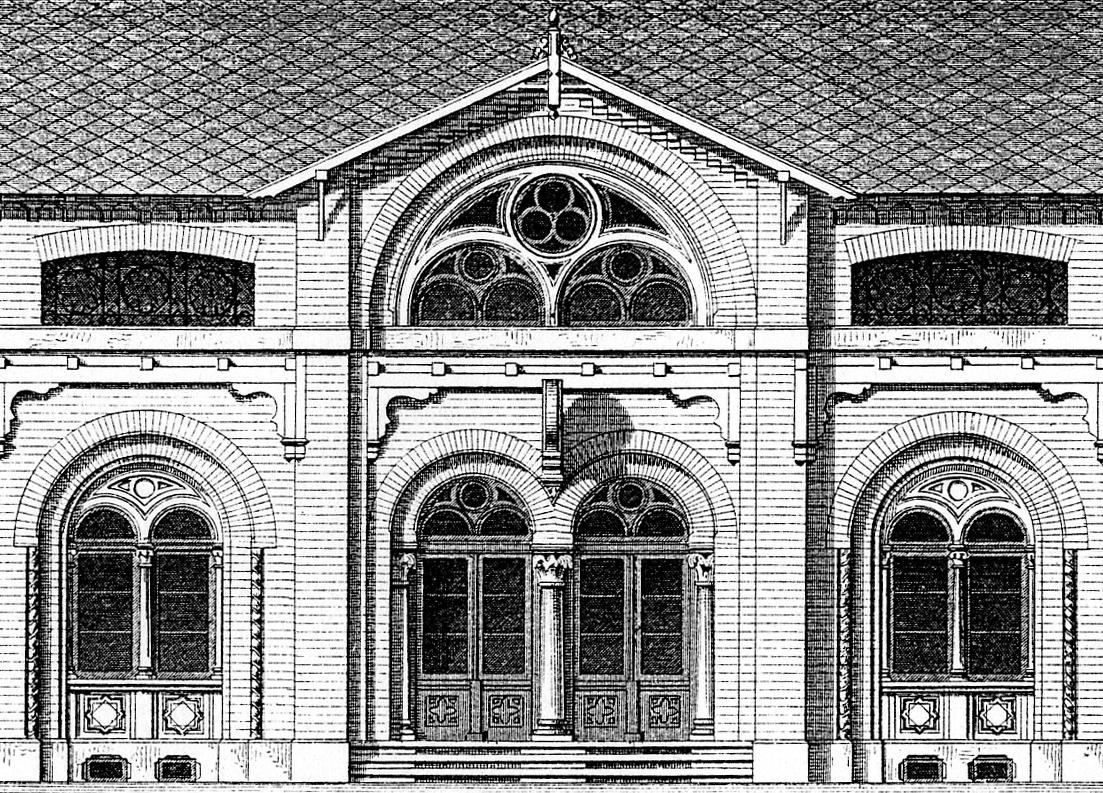
Die Architektur des Empfangsgebäudes beim Blick auf die Mitte der östlichen Außenfassade

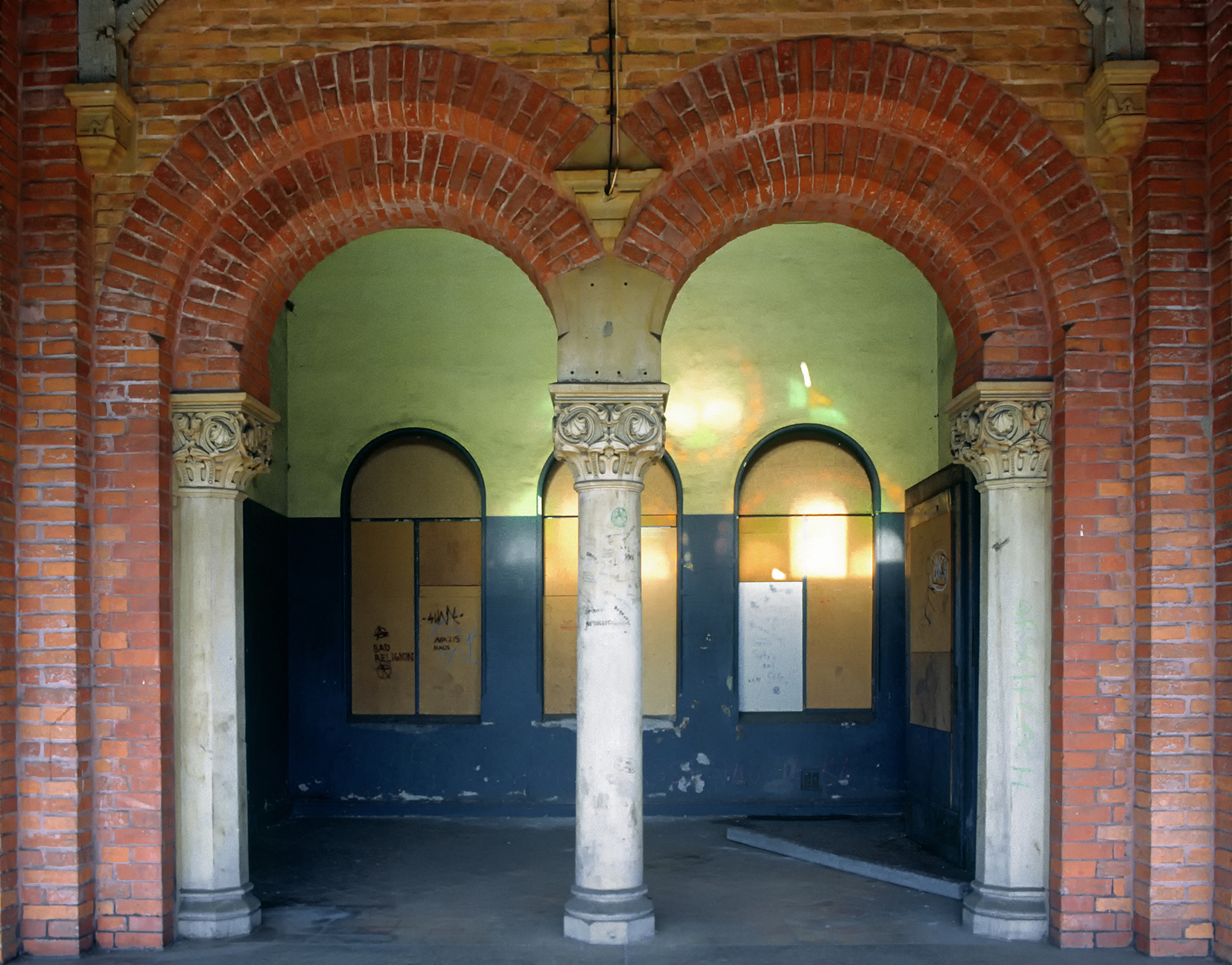
Das Doppelportal im September 1993 ohne die ehemaligen Außentüren

Es gab seit dem Jahr 2005 Pläne, das Empfangsgebäude zu renovieren und zu einer musealen Gedenkstätte für den Erbauer Conrad Wilhelm Hase auszugestalten. Der Heimatbund Niedersachsen (HBN) regte die Präsentation des Lebenswerkes des Conrad Wilhelm Hase und eine eisenbahnhistorische Darstellung der Entwicklung der Königlich Hannoverschen Staatseisenbahnen an. Das Haus Hannover erwägt, den königlichen Empfangsbahnhof in ein neues Marketingkonzept mit einzubeziehen. Damit könnte der Bahnhof künftig in seiner historischen Empfangs-Funktion für heutige Bahnreisende neu interpretiert werden, die das Schloss Marienburg besuchen wollen.
Der Heimatbund Niedersachsen unterstützt diese Pläne, und der Niedersächsische Heimatbund (NHB) nahm das Empfangsgebäude in die Rote Mappe 2005 unter der Nummer 307/05 und in die Rote Mappe 2006 unter der Nummer 308/05 auf. Die Niedersächsische Landesregierung antwortete darauf in ihrer Weißen Mappe 2006. Der Bund Heimat und Umwelt in Deutschland (BHU) machte die historischen Bahnhöfe Deutschlands zu Denkmalen des Jahres 2006, um auf die besondere Bedeutung historischer Bahnhöfe hinzuweisen.
Der von der Deutschen Bahn AG beauftragte Hannoversche Architekt Kleine hat die Kosten einer Sicherung/Instandsetzung der Bausubstanz mit einer Größenordnung von 900.000 € ermittelt. Damit würden alle statischen Probleme behoben, das Dach komplett erneuert und ein sicherer Zustand für einen Aufenthalt von Menschen im und am Gebäude erreicht. Die Kosten für einen Innenausbau wurden bisher noch nicht ermittelt.
Berechnungen der Bahn für die Abrisskosten des Empfangsgebäudes nach DIN-Norm 276 belaufen sich auf rund 630.000 Euro. Es gab eine inzwischen widerrufene Absichtserklärung der Deutsche Bahn AG, die vom Eisenbahnbundesamt veranschlagten Abrisskosten in Höhe von 600.000 € in eine Sanierung einzubringen, wenn sich eine Nutzung sowie die Restfinanzierung findet. Im Mai 2007 erklärte die Deutsche Bahn AG in einem Gespräch, dass die Abrisskosten nur mit ca. 230.000 Euro zu Buche schlagen würden und dass die Abrisskosten auf keinen Fall in eine Erhaltungsmaßnahme investiert werden könnten. Der Kultur- und Heimatverein Nordstemmen bezweifelt diese Schätzung der anfallenden Abrisskosten, weil nach seiner Auffassung allein die Kosten für die Entsorgung der vom Echten Hausschwamm befallenen Balken in einer Sondermülldeponie 200.000 Euro betragen könnten.
In Anbetracht der besonderen Probleme in Nordstemmen wurde der Deutschen Bahn AG bereits 1999 ein sechsstelliger Zuschuss aus Landesmitteln der Denkmalpflege für Sicherungsmaßnahmen in Aussicht gestellt. Dieses Angebot wird vom Land zur Abwehr des Abrisses aufrechterhalten. Zur Sicherstellung der Gesamtfinanzierung für die Restaurierung des Empfangsgebäudes sind aber neben Landesmitteln und Mitteln der Deutschen Stiftung Denkmalschutz auch Beiträge von Niedersächsischen Landesstiftungen notwendig. Von verschiedenen Stiftungen sind bereits Zuwendungen in Aussicht gestellt worden. Der Hildesheimer Bundestagsabgeordnete Eckart von Klaeden (CDU) gab im September 2008 bekannt, dass aus einem Denkmalschutz-Sonderprogramm des Bundes 300.000 Euro für dringende Arbeiten am Empfangsgebäude bewilligt worden sind.

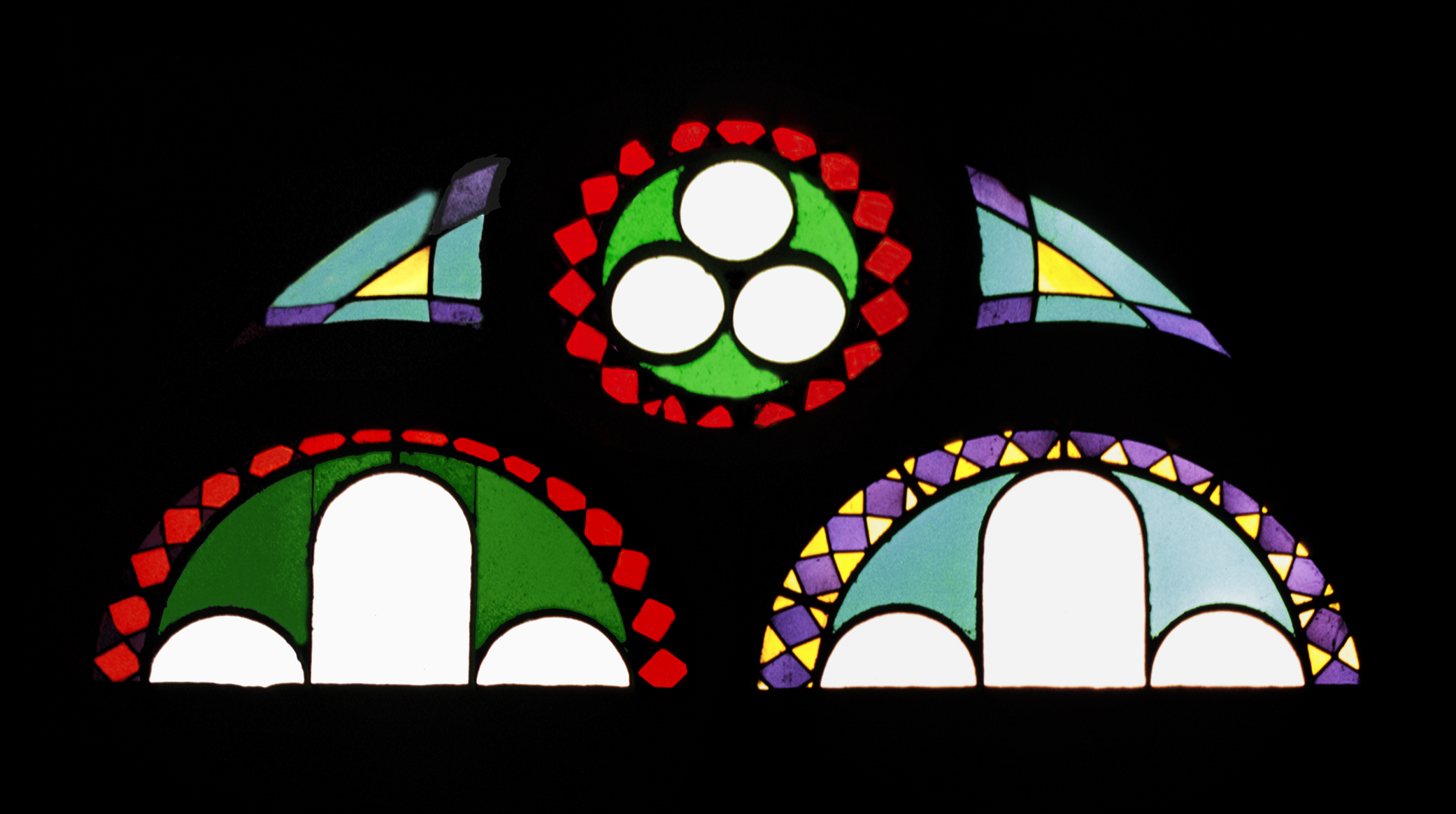
Bleiverglastes Fenster von Conrad Wilhelm Hase aus dem Jahr 1854 über dem Doppelportal im September 1993

Ein besonderes Problem für die Nachnutzung des Empfangsgebäudes wird darin gesehen, dass es zwischen den Gleisanlagen der beiden Eisenbahnstrecken errichtet wurde, um das Umsteigen zu erleichtern. Das führte zu einer Insellage zwischen Gleisen, die einen ebenerdigen Zugang zur Hauptstraße verhinderte und einen Zugang durch einen Tunnel notwendig machte. Allerdings wäre eine Erschließung des Empfangsgebäudes etwa über den Keller vom Norden her möglich. Im Norden des Empfangsgebäudes steht im Keil zwischen den Gleisanlagen die ehemalige Remise für die Eisenbahnsalonwagen König Georgs V. von Hannover. Sie besitzt auf der Nordseite des Gebäudes eine Zufahrt von der L 410 mit einem großen Parkplatz.
Es hat Überlegungen gegeben, die auf der Ostseite des Bahnhofsgebäudes verlaufende Weserbahn auf die westlich des Bahnhofgebäudes liegenden Gleise der Nord-Süd-Strecke einzuschwenken, damit ein eigener ebenerdiger Zugang von der östlich gelegenen Park-and-ride-Anlage zum Bahnhofsgebäude möglich wird. Das Land Niedersachsen sieht sich aber nicht in der Lage, die finanziell äußerst aufwendige Verlegung der Gleise zu finanzieren. Es ist der Auffassung, dass sich dieses Problem durch den im Jahr 2006 geschaffenen Bahnhofstunnel erledigt hat.
Nadine Pflüger schrieb im Sommer 2006 ihre Abschlussarbeit zum Thema Umnutzung des ehemaligen Empfangsgebäudes auf dem Bahnhofsgelände Nordstemmen an der Fakultät Bauwesen der Hochschule für angewandte Wissenschaft und Kunst in Hildesheim. Die Professoren Josef Strasser und Jens Sievers und acht Studentinnen des 6. Semesters Innenarchitektur der Hochschule für angewandte Wissenschaft und Kunst erarbeiteten 2007 verschiedene Nutzungskonzept für das leerstehende Empfangsgebäude. Am 5. Juli 2007 stellten die acht Studentinnen ihre Nutzungskonzepte für den Bahnhof Nordstemmen vor.
Am 16. Juli 2007 forderte der Oberkonservator Ulrich Pagels vom Landesamt für Denkmalpflege den Kultur- und Heimatverein Nordstemmen auf, umgehend ein schlüssiges Nutzungskonzept für das Gebäude vorzulegen, bei dem auch deutlich werden müsse, ob es ein lokales Interesse am Erhalt des Bahnhofs gebe.

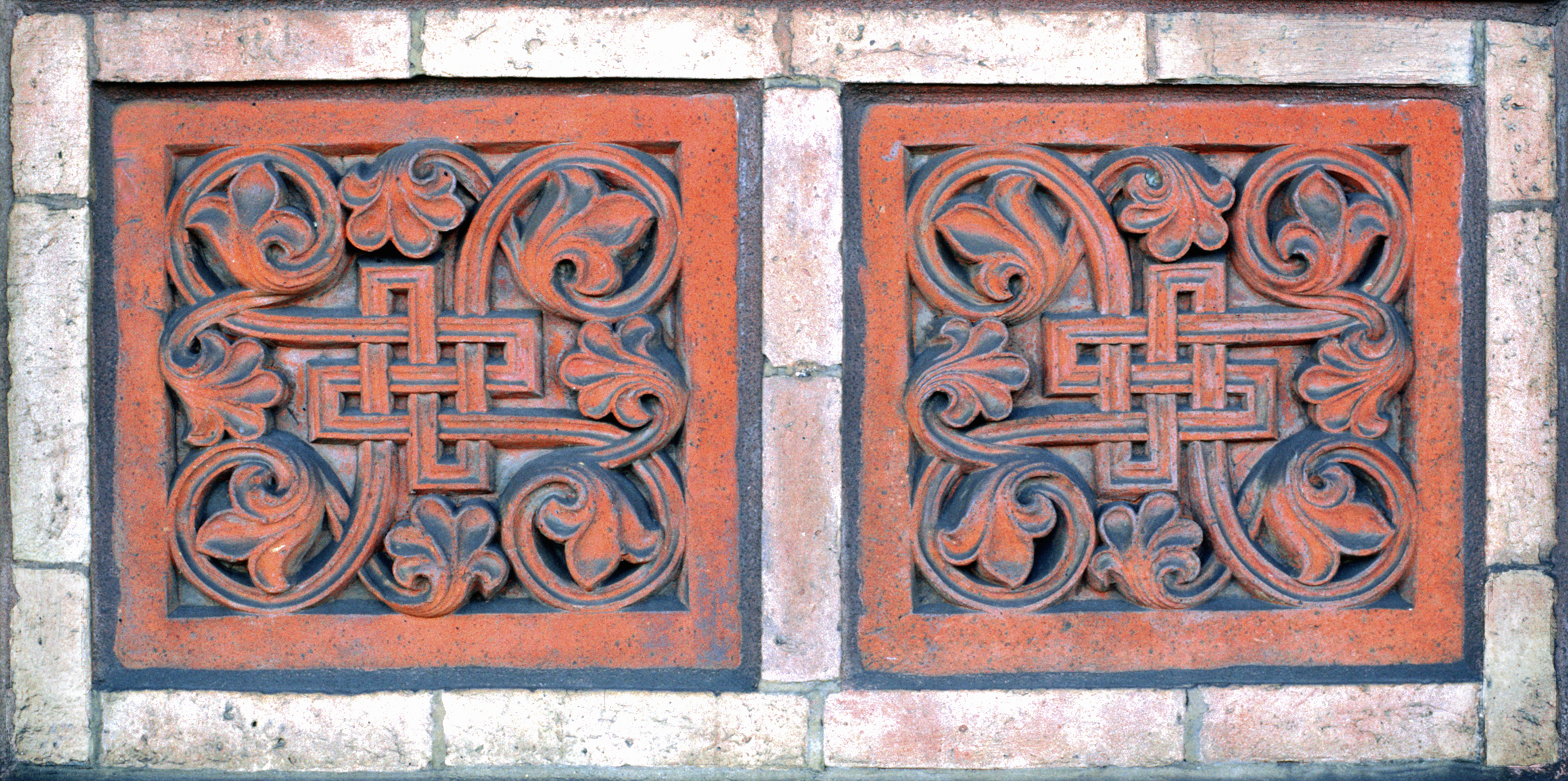
Quadratische Ziegelplatten unter den Fenstern links vom Doppelportal im September 1993

Es gab Überlegungen, das Empfangsgebäude zu renovieren und zu einer musealen Gedenkstätte für den Erbauer Conrad Wilhelm Hase auszugestalten. Der Heimatbund Niedersachsen (HBN) regte die Präsentation des Lebenswerkes von Conrad Wilhelm Hase und eine eisenbahnhistorische Darstellung der Entwicklung der Königlich Hannöverschen Staatseisenbahnen an. Der zur Rettung des Empfangsgebäudes gegründete Kultur- und Heimatverein Nordstemmen erarbeitete ein eigenes Nutzungskonzept.
Der Kultur- und Heimatverein Nordstemmen, das Landesamt für Denkmalspflege und der Runde Tisch des Kreistages Hildesheim bemühten sich gemeinsam bis zum August 2010, die Voraussetzungen für eine Renovierung und Nachnutzung des Gebäudes zu schaffen und die Finanzierung zu sichern. Am 16. August 2010 beendete der Runde Tisch aber seine Bemühungen um den Erhalt des Empfangsgebäudes mit der Erklärung, es sei kein Träger für das Gebäude gefunden worden, der die Verantwortung für die Renovierung und die Nachnutzung des Gebäudes übernehme. Das Land Niedersachsen, das Landesamt für Denkmalspflege und die Gemeinde Nordstemmen lehnten es ab, Eigentümer des Empfangsgebäudes oder Träger einer dort beheimateten Einrichtung zu werden. Nordstemmens Bürgermeister Karl-Heinz Bothmann sagte während dieser letzten Sitzung des Runden Tisches: Es ist zu bedauern, wenn der Bahnhof abgerissen wird, aber wir müssen der Realität ins Gesicht sehen.
Überlegungen, eine Kleinbahn vom Bahnhof Nordstemmen zum Schloss Marienburg zu bauen, sind hinfällig geworden, da seit 2012 ein Taxiunternehmer aus Adensen an Wochenenden im Sommer eine Bimmelbahn von Adensen und vom Bahnhof Nordstemmen zum Schloss Marienburg fahren lässt.

### Rote und Weiße Mappe 2011
In der Roten Mappe 2011 des Niedersächsischen Heimatbundes heißt es:

„Und was geschieht mit dem Bahnhof in Nordstemmen (vgl. zuletzt Rote Mappe, 308/06)? Obwohl die hohe Denkmalqualität fachlich unbestritten ist, obwohl deshalb Land und Bund dankenswerterweise erhebliche Zuwendungen gewähren wollen, schreitet der Verfall offenbar ungebremst weiter.“

Die Landesregierung Niedersachsen antwortete darauf in der Weißen Mappe 2011:

„Die Nutzung und der Erhalt der Gebäude der niedersächsischen Bahnstationen sind auch aus Sicht der niedersächsischen Landesregierung wünschenswert. Jedoch steht dies nicht im Einfluss der Landesregierung, sondern der jeweilige Eigentümer entscheidet über den Umgang und die Nutzung […] Von den kritisierten Bahnhöfen in Derneburg, Elze, Bad Gandersheim, Quakenbrück, Schöningen und Nordstemmen ist lediglich das Gebäude in Nordstemmen noch im Besitz der DB AG. … Für die Sanierung bzw. die Finanzierung der Sicherung des Bahnhofsgebäudes in Nordstemmen hatte sich im Übrigen das Niedersächsische Ministerium für Wissenschaft und Kultur eingesetzt. Leider konnte mit der DB AG, die gern den Abriss betreiben würde, bislang noch keine Einigkeit zum Erhalt des Gebäudes erzielt werden. Die wesentliche Ursache ist die schwierige Nutzung aufgrund der Insellage zwischen den Gleisen.“

2020 machte sich der niedersächsische Ministerpräsident Stephan Weil ein Bild vor Ort.

### Scheitern eines Sanierungsversuchs 2011–2013
Seit 2011 bemühte sich der Hildesheimer Bauunternehmer Dirk Bettels vergeblich, das von Conrad Wilhelm Hase erbaute Empfangsgebäude mit zugesagten öffentlichen Mitteln zu erwerben und originalgetreu zu sanieren. Im August 2013 zog sich Dirk Bettels aus dem Bauprojekt zurück, da es zu keinem Vertragsabschluss mit der Deutschen Bahn AG über den Kauf des Empfangsgebäudes gekommen war. Die begonnenen Bauarbeiten im Qualifizierungsprojekt für 25 Arbeitslose mussten am 30. August 2013 vor dem Abschluss ihrer Ausbildung eingestellt werden.
15 bis 20 Arbeitslose begannen im Oktober 2012 unter der Leitung des Bauleiters Peter Wucherpfennig den ersten Bauabschnitt zur Sanierung des Empfangsgebäudes. Sie haben bis Ende März 2013 erstens im Empfangsgebäude neben der Reinigung des Gebäudes und des Kellers auch Arbeiten an den Fenstern sowie Durchbrüche an nicht tragenden Wänden und zweitens Renovierungsarbeiten in der Remise vorgenommen und dort eine Werkstatt für die Renovierungsarbeiten am Empfangsgebäude eingerichtet. Sie nahmen dabei an dem Qualifizierungsprojekt Schloss-Bahnhof Nordstemmen teil, um sich für ihre spätere Arbeit im Baugewerbe zu qualifizieren, da dort ein großer Mangel an Fachkräften für die Bausanierung besteht. Maßnahmenträger waren das Jobcenter Hildesheim und QuAsS (Qualifizierung und Arbeit statt Sozialleistungen), eine Tochtergesellschaft der Handwerkskammer Hildesheim-Südniedersachsen und der Kreishandwerkerschaft. Die Projektkoordinatorin war Olga Kronemann. Die Bauarbeiten am Bahnhof Nordstemmen wurden Ende März 2013 vorübergehend eingestellt und am 10. Juni 2013 fortgesetzt. Grundlage dafür war ein Gestattungsvertrag zwischen der Bahn AG und der QuAsS, der bis August 2013 lief. Im Empfangsgebäude wurden nicht benötigte Trennwände entfernt und Aussteifungen eingebaut, die die oberen Stockwerke abstützen. Am 31. August 2013 sind alle Bauarbeiten eingestellt worden.
Für den ersten Bauabschnitt des Empfangsgebäudes standen Mittel des Bundes, des Landes Niedersachsen aus dem Europäischen Sozialfonds für Deutschland und Mittel des Niedersächsischen Landesamtes für Denkmalspflege zur Verfügung. Seit Anfang Juli 2013 hatte die Metropolregion Hannover-Braunschweig-Göttingen-Wolfsburg das Empfangsgebäude Nordstemmen in ihr Projekt Kunstschiene aufgenommen. Das Projekt Kunstschiene will Bahnhöfe von Hamburg bis Kassel stärker in den Blick der Stadt- und Ortsentwicklung rücken und betreibt Lobbyarbeit bei Entscheidungsträgern.
Das Nordstemmer Unternehmen El Puente plante im Oktober 2012, im fertiggestellten Empfangsgebäude den Betrieb einer Kaffeerösterei mit einem Röstmeister aufzunehmen. Im Café könnten dann in Länderwochen Spezialitäten des fairen Handels aus den Anbaugebieten in den jeweiligen Regionen der Erde angeboten werden.
Das Projektteam für die Restaurierung des Empfangsgebäudes, dem auch Thomas Kellmann vom Niedersächsischen Landesamt für Denkmalspflege und der Architekt Holger Heise angehören, plante, den Gebäudezustand von 1854 wiederherzustellen. Dazu müssten eingezogene Decken und Wände entfernt und die ehemaligen Farben an den Wänden von Restauratoren für Wandmalerei und Holzbemalung hervorgeholt werden. Für die Sanierung durch ortsansässische Fachfirmen würde laut Architekt Holger Heise mindestens eine Bauzeit von drei Jahren benötigt. Diese Bauarbeiten konnten nicht begonnen werden, weil die Eigentumsübertragung an die gemeinnützige GmbH mit dem Namen Perron nicht erfolgt war und weil deshalb keine Bauanträge gestellt und keine Bauaufträge an Firmen erteilt werden konnten.
Am 10. August 2013 berichtete die Hannoversche Allgemeine Zeitung, dass sich der Investor Dirk Bettels aus dem Projekt zurückgezogen habe, weil es zu keiner Eigentumsübertragung des Empfangsgebäudes gekommen sei. Am 30. August 2013 gab es im Rathaus Nordstemmen noch ein möglicherweise letztes Gespräch zwischen den Vertretern der Denkmalspflege, der Gemeinde Nordstemmen und der Deutschen Bahn. Das Treffen war erfolglos und endete ohne feste Vereinbarungen und ohne einen neuen Termin.

### Aktionen des Kultur- und Heimatvereins Nordstemmen ab 2014
Am 31. August 2014 wies der Kultur- und Heimatverein im Nordstemmer Jahrmarkt mit einer Sandskulptur des Empfangsgebäudes auf die notwendige Sanierung des Empfangsgebäudes hin. Er reichte eine Petition im Deutschen Bundestag ein.
Der Kultur- und Heimatverein Nordstemmen veranstaltete vom 31. August 2013 bis zum 2. November 2015 zehn Montagskundgebungen auf dem Bahnhofsvorplatz gegen den Abriss und für den Erhalt und die Sanierung des Empfangsgebäudes auf dem Nordstemmer Bahnhof.

## Archivalien
- Niedersächsisches Landesarchiv Hannover (NLA HA): HA Dep. 103 IX Nr. 389 (Bau eines Eisenbahnwagens für den König); HA Hann. 108 H Nr. 7368 (Berichterstattung der ständischen Eisenbahnkommissare; Eisenbahnwagen für den königlichen Hof, 1854–1855).